# Вілланова-Трускеду
Вілланова-Трускеду (італ. Villanova Truschedu, сард. Biddanoa Truschedu) — муніципалітет в Італії, у регіоні Сардинія,  провінція Ористано.
Вілланова-Трускеду розташована на відстані близько 380 км на південний захід від Рима, 95 км на північ від Кальярі, 17 км на північний схід від Ористано.
Населення — 318 осіб (2014).

## Демографія
Населення за роками:

Станом на 1 січня 2023 року в муніципалітеті офіційно проживали 4 іноземці з 3 країн, серед них 2 громадяни країн Євросоюзу.

## Сусідні муніципалітети
- Фордонджанус
- Олластра
- Паулілатіно
- Церфаліу